# Baseball Prospectus
Baseball Prospectus (BP) est une organisation créée en 1996 vouée à l'analyse sabermétrique du baseball. Elle fonde le site Internet BaseballProspectus.com et est responsable de nombreuses publications sous forme de guides annuels sur le baseball, livres et essais sur ce sport.

## Histoire
Baseball Prospectus est fondé en 1996 par Gary Huckabay, un étudiant de l'Université de Californie à Davis, qui recrute les contributeurs originaux du site tels Rany Jazayerli, Chris Kahrl (Christina Kahrl depuis 2003) et Clay Davenport. Le site Internet est mis en ligne en 1997. Il a pour mission d'analyser le baseball de manière innovatrice, en marge des interprétations traditionnelles des statistiques dans les autres médias. La première année, BP vend pour 20 dollars un guide de statistiques produit à l'aide d'un photocopieur. Cette première publication est tirée à 300 exemplaires, dont environ 170 trouvent preneurs. Ce premier essai est imparfait : Baseball Prospectus oublie d'y inclure l'équipe des Cardinals de Saint-Louis. En 2007, l'édition annuelle de ce guide est tirée à 70 000 copies, se vend 21,95 dollars et se classe sur la liste des best-sellers du New York Times.
Baseball Prospectus est une compagnie à responsabilité limitée faisant partie de l'entité Prospectus Entertainment Ventures, une entreprise privée qui gère des sites Internet et publie maintenant des livres sur d'autres sports tels le basket-ball (Basketball Prospectus) et le hockey sur glace (Hockey Prospectus). Une grande quantité de contenu est offerte gratuitement sur le Web et la compagnie, qui ne dévoile pas ses rapports financiers, tire des revenus de la vente de livres, de la publicité et d'abonnements donnant accès à du contenu en ligne supplémentaire, notamment sur les ligues de baseball simulées (fantasy baseball (en)).
À mesure que les données sabermétriques font leur chemin dans la culture populaire et suscitent l'intérêt des équipes de la Ligue majeure de baseball (MLB), la popularité de Baseball Prospectus grandit. Plusieurs analystes du webzine, dont certains n'ont à la base aucune éducation formelle reliée au sport ou au journalisme, décrochent des emplois au sein d'équipes professionnelles. C'est le cas de Keith Woolner avec les Indians de Cleveland, Keith Law avec les Blue Jays de Toronto, Dan Fox avec les Pirates de Pittsburgh, James Click avec les Rays de Tampa Bay, Mike Fast chez les Astros de Houston. Kevin Goldstein, animateur du podcast Up And In de Baseball Prospectus, est engagé comme coordinateur au recrutement des joueurs par les Astros. Le statisticien Nate Silver, un des premiers contributeurs de Baseball Prospectus, fonde le site FiveThirtyEight, consacré à la politique, et gagne de la notoriété en prédisant de manière détaillée le résultat des élections présidentielles américaines de 2012. En 2003, Silver élabore le système PECOTA (pour Player Empirical Comparison and Optimization Test Algorithm et un rétroacronyme de l'ancien joueur de baseball Bill Pecota), un algorithme ajusté au fil des ans pour prédire les performances des sportifs.
L'Association des chroniqueurs de baseball d'Amérique accrédite pour la première fois en 2007 des journalistes issus de l'Internet et des blogueurs puis, l'année suivante, reconnaît enfin, après une certaine résistance initiale, des auteurs associés à Baseball Prospectus, leur permettant entre autres de participer aux scrutins désignant les gagnants des trophées annuels les plus importants de la Ligue majeure de baseball.